# Omikuji

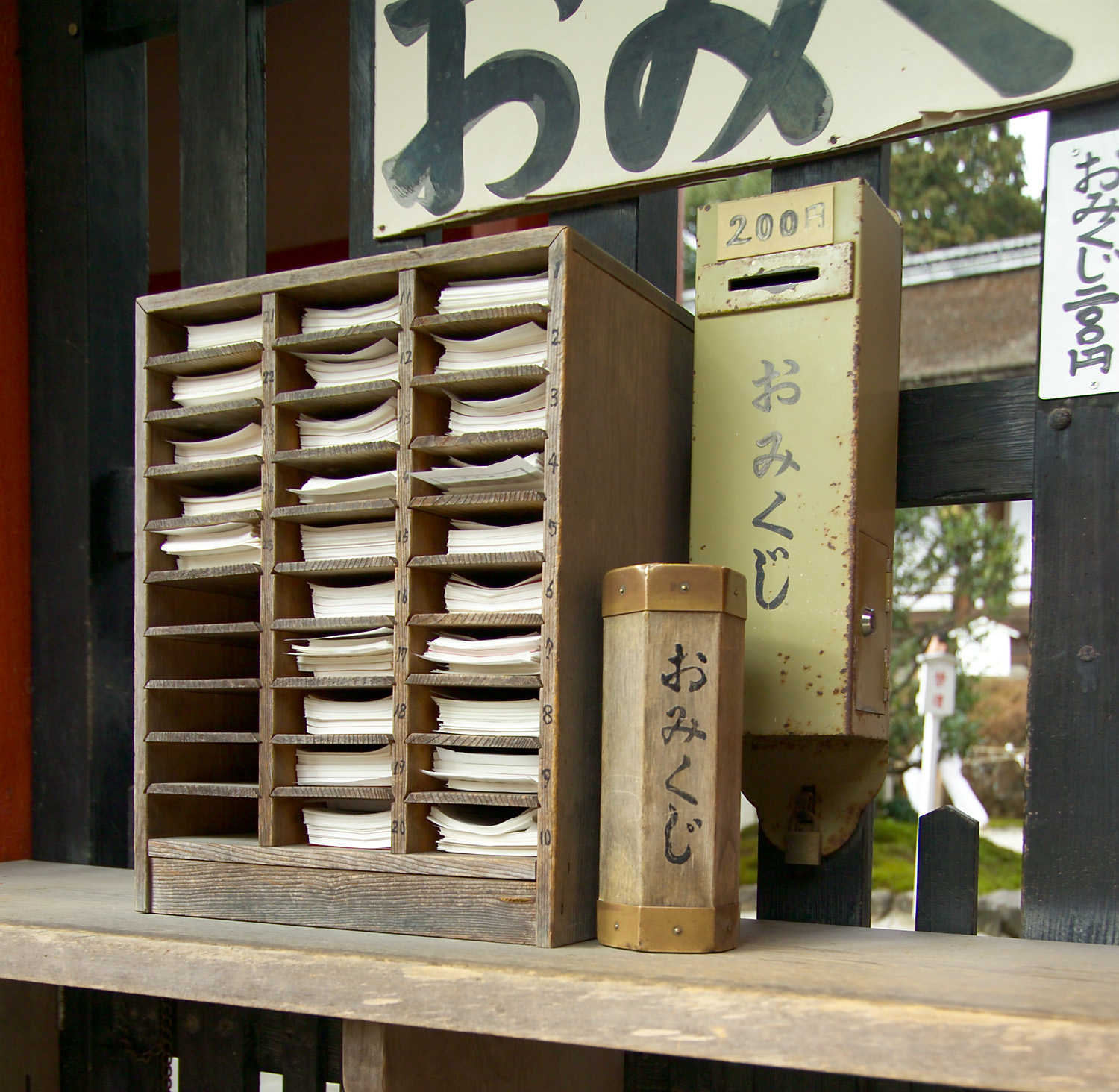
Parada tradicional d'omikuji al santuari Kamigamo de Kioto. Es diposita l'ofrena, que consisteix en 200 iens (a la dreta), després es pren una vareta numerada de la caixa petita (en el centre) i es pren un paper del prestatge (a l'esquerra) depenent del nombre tret (en aquest cas de l'1 al 25).

L'omikuji (おみくじ・お神籤・お御籤・お仏籤・御神籤・御御籤・御仏籤・おみ籤) o mikuji (みくじ・神籤・御籤・仏籤) són tires de paper que contenen escrits de forma aleatòria sobre la fortuna i que es distribueixen en els santuaris sintoistes i temples budistes en el Japó. Literalment significa "loteria sagrada" i són atorgats quan un realitza una ofrena petita (com donar una moneda de 5 iens) i tria un paper a l'atzar d'una caixa, esperant que aquest paper li dicte la bona fortuna (encara que en l'actualitat és més comú obtenir un omikuji a través d'una màquina expenedora). L'omikuji es mostra enrotllat o doblegat i en obrir el paper es revela la fortuna escrita, que només es mostrarà un grau de fortuna per paper. Els graus de fortuna són els següents: 
- Bona sort excel·lent (大吉, daikichi)
- Bona sort normal (中吉, chūkichi)
- Xic de Bona sort (小吉, shōkichi)
- Bona sort (吉, kichi)
- Meitat de Bona sort (半吉, hankichi)
- Bona sort incerta (末吉, suekichi)

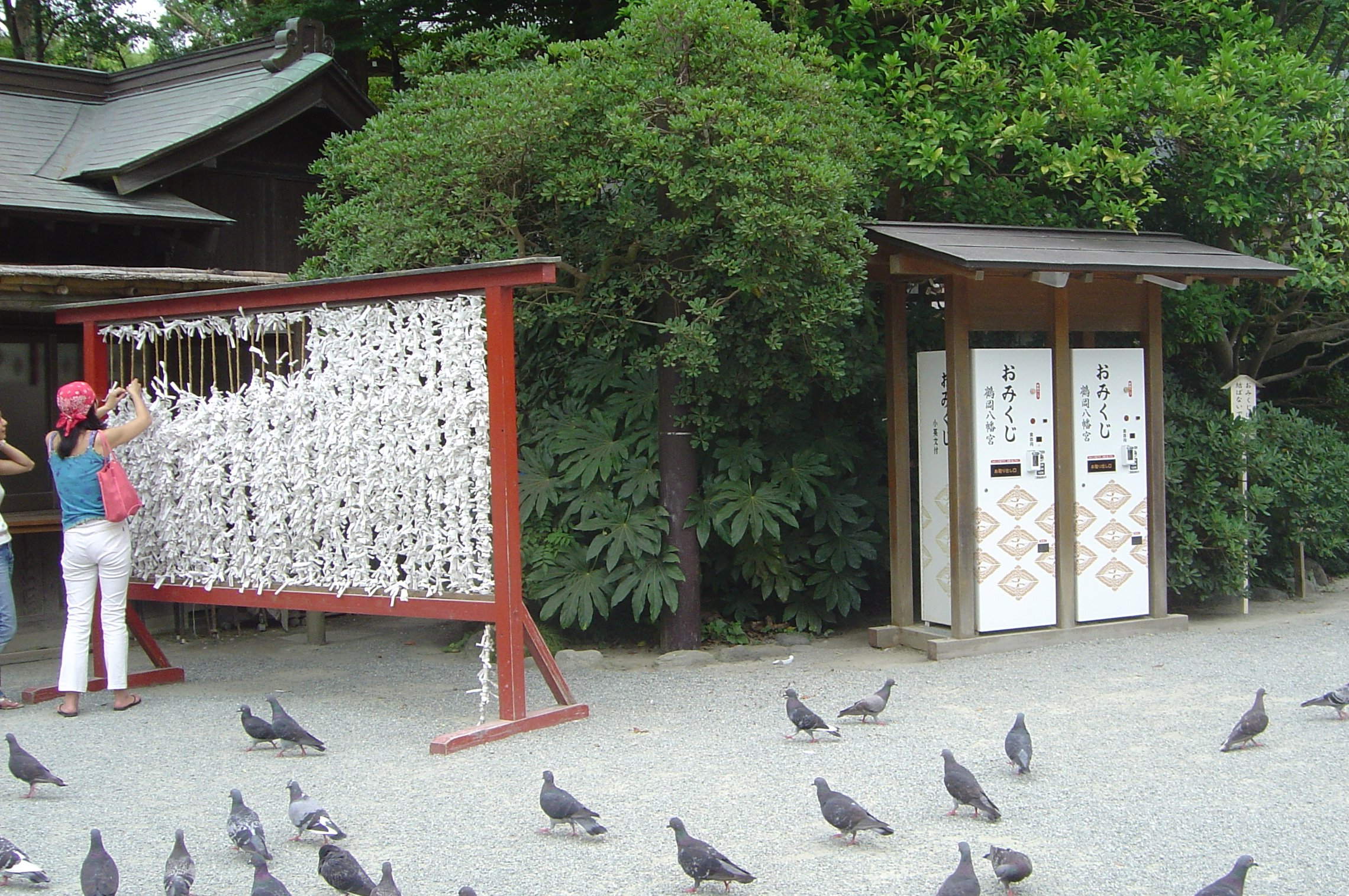
A la dreta, màquines expenedores d'omikuji; a l'esquerra, lloc per lligar els omikuji de sort dolenta. Santuari Tsurugaoka Hachiman-gū a Kamakura.

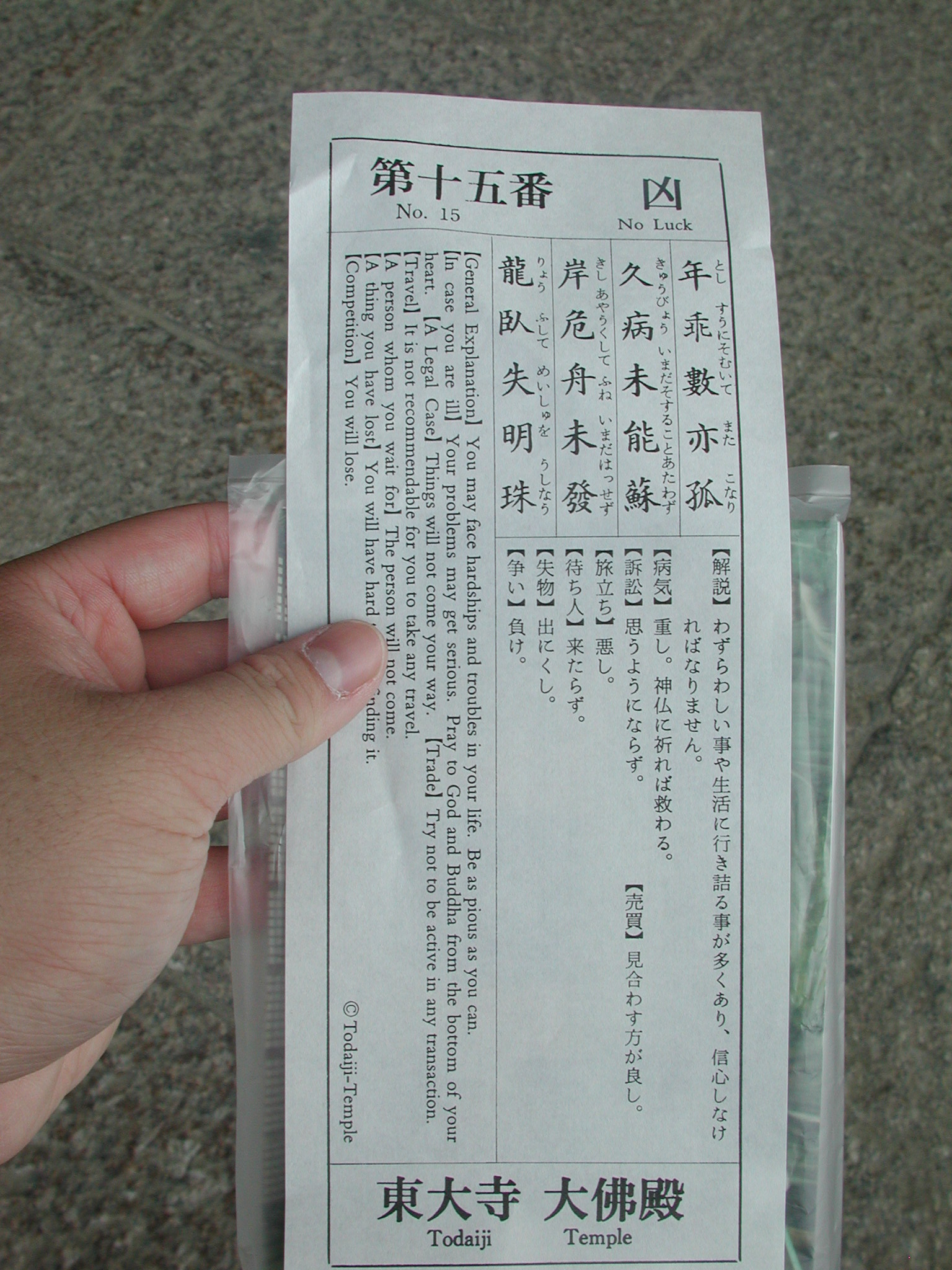
Omikuji bilingüe (en anglès i japonès) de mala sort (凶) del temple budista Tōdai-ji.

- Bona sort escassa i incerta (末小吉, sueshōkichi)
- Mala Sort (凶, kyō)
- Xic de mala sort (小凶, shōkyō)
- Meitat de mala sort (半凶, hankyō)
- Maledicció incerta (末凶, suekyō)
- Maledicció o Gran mala sort (大凶, daikyō)

A part del grau de fortuna, l'omikuji descriu aspectes específics de la vida personal tals com: 
- Desitjos personals (願事, negaigoto),
- Una persona que està esperant (待人, machibito),
- Articles perduts (失せ物, usemono),
- Viatges (旅立ち, tabitachi),
- Negocis (商い, akinai),
- Estudis (學問, gakumon),
- Especulació de mercat (相場, sōba),
- Disputes (爭事, arasoigoto),
- Relacions amoroses (戀愛, ren'ai),
- Mudances o canvi de residència (tenkyo),
- Naixença o embaràs (出產, shussan),
- Malaltia (病気, byōki),
- Compromisos o propostes de matrimoni (縁談, endan).

Quan la predicció és de sort dolenta, s'acostuma a doblegar el paper i lligar-lo en un pi situat en el temple. La raó és que la sort dolenta es quedarà esperant en el pi (realment és un joc de paraules en japonès amb matsu, que pot significar pi (松, matsu) com substantiu i esperar (待つ, matsu) com verb), i no anirà al portador. Si l'omikuji és de bona sort, el portador pot guardar el paper.
Etimològicament el terme kuji té dos sentits: el d'impartir a l'atzar un veredicte imparcial i el de consultar a la voluntat divina una decisió impartida pel kami. Pel que el terme mikuji pot ser pres com una voluntat divina impartida a l'atzar.